# Jormungandr walhallaensis
Jormungandr walhallaensis — вид вимерлих морських ящірок родини мозазаврів (Mosasauridae). Мешкав у пізньому крейдовому періоді. Описаний у 2023 році.

## Скам'янілості
Рештки рептилії виявлені у 2015 році у відкладеннях формації П'єр-Шейл поблизу міста Вальгалла у штаті Північна Дакота (США). Скам'янілість походить із шару бентоніту Пембіна, радіометрично датованого приблизно 80,04 ± 0,11 млн років тому. Розкопки тривали до 2018 року і було виявлено майже повністю розрізнений череп, у якому відсутні лише мозкова оболонка, тім'яна кістка, очні кістки та частини носа (носові та верхньощелепні перетинки); всі сім шийних хребців, п'ять спинних хребців, одинадцять ребер і додаткові посткраніальні кістки, які залишаються непідготовленими.
На четвертому спинному хребці є слід від укусу. Він виник безпосередньо перед смертю або через деякий час після смерті, оскільки не помітно ознак загоєння. Ці передбачувані сліди від укусів узгоджуються зі слідами мозазаврів, але не акул, і що слідоутворювач, можливо, поглинув задню частину скелета.

## Назва
Видова назва walhallaensis відноситься до міста Вальгалла, яке було названо на честь великого залу Вальгалла зі скандинавської міфології. Родова назва Jormungandr вшановує скандинавського змія Йормунґанда, який, як кажуть, оточує світові океани.

## Опис

Розмір Jormungandr порівняно з людиною

Jormungandr — великий мозазавр. Загальна довжина черепа становить 72 см, а нижня щелепа — 80,8 см. На підставі цих вимірювань автори таксона оцінили загальну довжину тіла 5,4–7,3 м.
Викопний матеріал демонструє особливості, які можна побачити як у базальних, так і в похідних мозазауринів; він поділяє велику кількість зубів з базальними Clidastes, а також підпрямокутну квадратну кістку, яку можна побачити у прогресивнішого Mosasaurus.